# Arthur Breusing

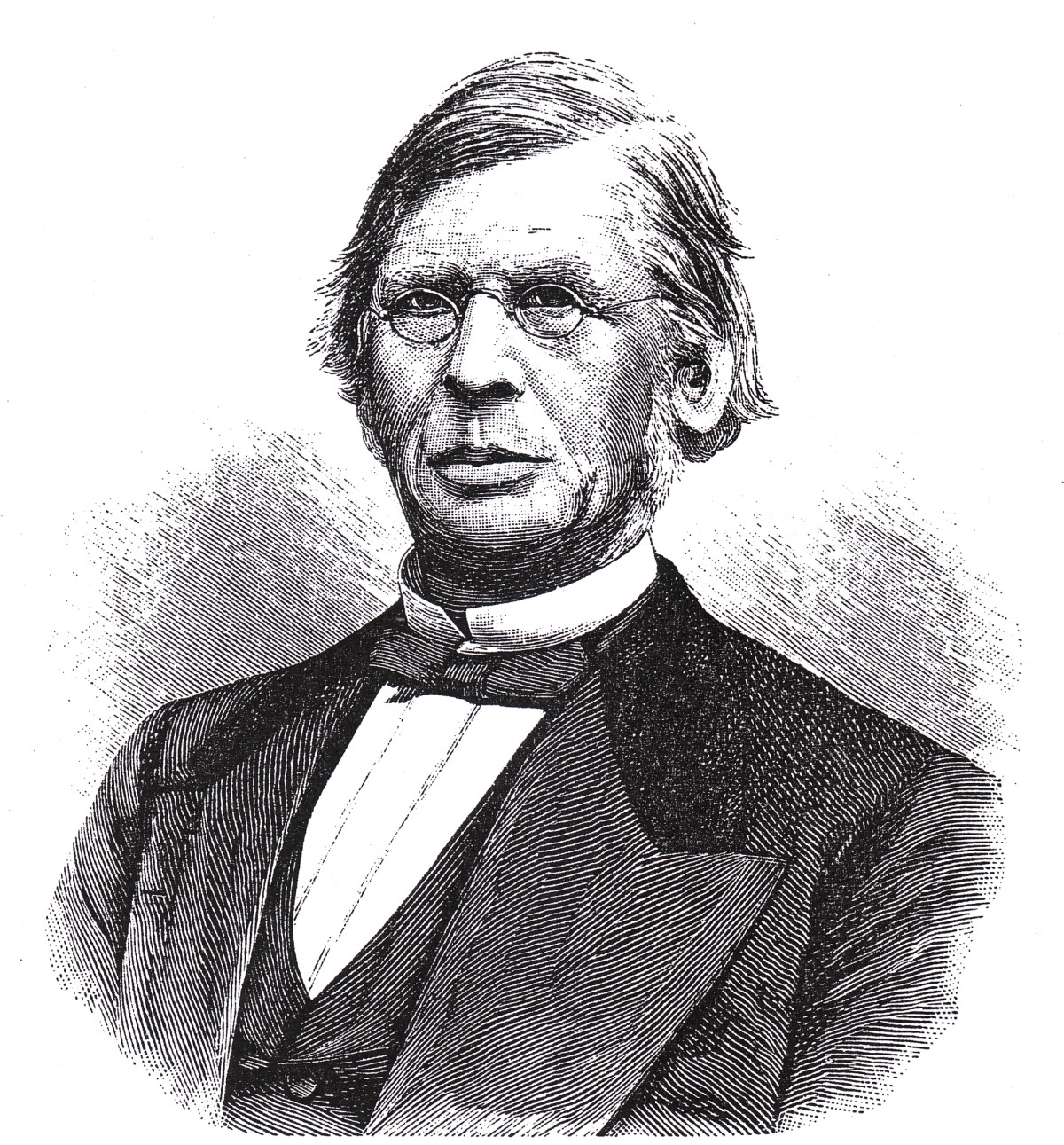
Arthur Breusing

Friedrich August Arthur Breusing (* 18. März 1818 in Osnabrück; † 28. September 1892 in Bremen) war ein deutscher Geograph und Navigationslehrer. Zuletzt war er Direktor der Seefahrtschule Bremen.

## Leben
Breusing war der dritte Sohn des Provinzialsteuerdirektors in Osnabrück Friedrich Ludwig Wilhelm Breusing und dessen Ehefrau Dorothee Helene Henriette König. Georg Breusing der Mitbegründer der  Deutschen Gesellschaft zur Rettung Schiffbrüchiger war sein Bruder.
Er besuchte das Ratsgymnasium Osnabrück und das Gymnasium Georgianum in Lingen und studierte ab 1838 Mathematik, Physik, Naturwissenschaften, Meteorologie und Literatur an der Rheinischen Friedrich-Wilhelms-Universität (1838), der Friedrich-Wilhelms-Universität (1840) und der Georg-August-Universität (1841–1848). Breusing war Angehöriger der Corps Hansea Bonn I (1843) und Hanseatia Berlin. 1847 bestand er die Lehramtsprüfung für Mathematik, Physik und Deutsche Literaturgeschichte. 1889 wurde er zum korrespondierenden Mitglied der Akademie der Wissenschaften zu Göttingen gewählt.
Er folgte jedoch dem Rat von Verwandten und beschloss Navigationslehrer zu werden. 1847 war er kurzzeitig als Stipendiat Seemann. 1848 diente er als Leichtmatrose auf einem Schoner und segelte nach Rio de Janeiro. Ab Februar 1850 war er Navigationslehrer an der Bremer Steuermannschule, die 1798 als Navigationsschule gegründet worden war. Einer seiner bedeutenden Schüler war der Polarforscher Carl Koldewey. 1858 wurde er Direktor der Steuermannsschule. Im Auftrag des Bremer Senats besuchte er im Sommer desselben Jahres per Eisenbahn die Navigationsschulen in Berlin, Küstrin, Bromberg, Danzig und Königsberg i. Pr. Der Abstecher nach Pillau war nur mit der Postkutsche möglich. Auf dem Rückweg kam er über Danzig, Grabow und Lübeck zur Hamburger Navigationsschule. Durch sein Ansehen und seine Aktivitäten entwickelte sich die Bremer Steuermannschule zur führenden deutschen Navigationsschule. 1877 bezog sie ein neues Gebäude. Den Leitfaden Kleine Steuermannskunst (1852) überarbeitete und ergänzte er 1860 um die 1857 erstmals erschienenen Nautischen Hilfstafeln. Das Gesamtwerk veröffentlichte er unter dem Titel Steuermannskunst, das noch 1890 in 5. Auflage erschien. Mit der Steuermannskunst wurde er 1861 von der Georg-August-Universität zum Dr. phil. promoviert.
In der Deutschen Revolution hatte Breusing von Februar bis Mai 1848 eine führende Rolle in der Studentenschaft gespielt. Gleichwohl wurde er ein glühender Anhänger Otto von Bismarcks. Seinen am 15. Juli 1866 geborenen Sohn ließ er auf den Namen Siegfried Bismarck taufen. Arthur Breusing war Mitglied der Bremer Bürgerschaft. Er starb mit 74 Jahren und wurde auf dem Waller Friedhof beigesetzt.
Breusing heiratete 1860 in Bremen die Apothekerstochter Emma Rebecca Theodore Hoffschlaege (1835–1918). Das Paar hatte vier Söhne und zwei Töchter. Der Admiral Alfred Breusing (1853–1914) war sein Neffe.

## Werke

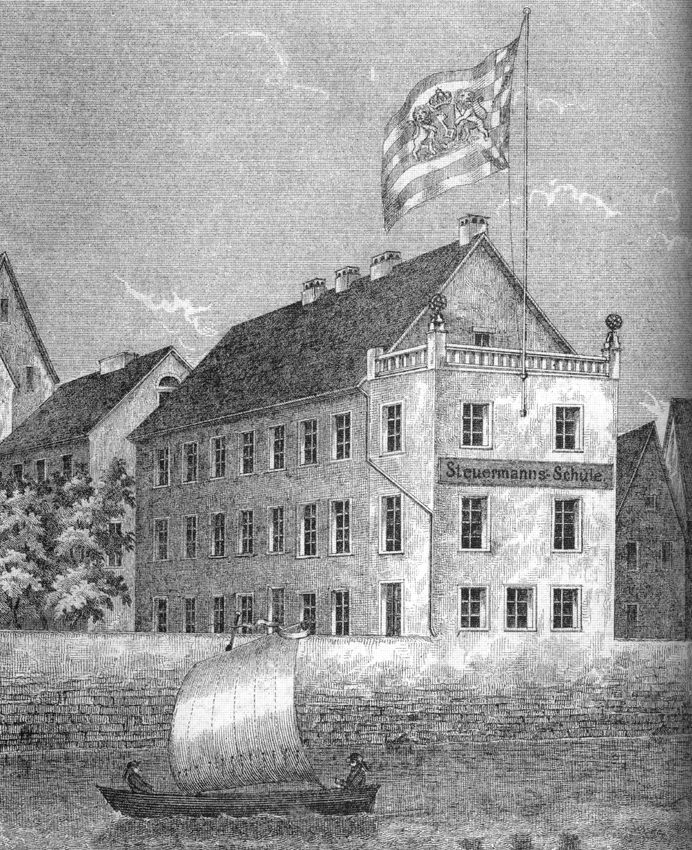
Steuermannschule in Bremen

- Vierstellige Logarithmen zum Gebrauch auf Schulen. Bremen 1851.
- Kleine Steuermannskunst. Leitfaden für den Unterricht. Heyse, Bremen 1852. (Digitalisat)
- Nautische Hülfstafeln. Bremen 1857. (der 2. Aufl. 1864) Verschiedene Nachauflagen, spätere Titel: Breusing’s Nautische Tafeln und Nautische Tafeln.
- Steuermannskunst. Bremen 1860. Verschiedene Nachauflagen, spätere Titel: Breusing’s Steuermannskunst und Steuermannkunst. Lehrbuch der Navigation.
- mit Adolph Bermpohl: Katechismus der Steuermannkunst und Seemannschaft. Bremen 1863. Verschiedene Nachauflagen, späterer Titel: Fraglehre für Seefahrtsschulen.
- Zur Geschichte der Geographie. 1. Flavio Gioja und der Schiffskompass. 2. Regiomontanus, Martin Behaim und der Jakobsstab. 3. Die Catena a poppa bei Pigafetta und die Logge. In: Zeitschrift der Gesellschaft für Erdkunde zu Berlin 4 (1869), Heft 1, S. 31–51; Heft 2, S. 97–115.
- Gerhard Kremer gen. Mercator, der deutsche Geograph. Duisburg 1869 und 1978.
- Das Seebuch in nautischer Beziehung. Nautische Einleitung zu Karl Koppmann: Das Seebuch. Bremen 1876.
- Nonius oder Vernier? In: Astronomische Nachrichten 96 (1879), S. 129–133.
- Lebensnachrichten von Bernhard Varenius. In: Dr. A. Petermann’s Mittheilungen aus Justus Perthes’ Geographischer Anstalt 26 (1880), S. 136–145.
- Zur Geschichte der Kartographie. Zeitschrift für wissenschaftliche Geographie 2 (1881), S. 129–133 und S. 180–195.
- Leitfaden durch das Wiegenalter der Kartographie bis zum Jahre 1600 mit besonderer Berücksichtigung Deutschlands. Frankfurt am Main 1883.
- Mercator, Gerhard M. (Kremer). In: Allgemeine Deutsche Biographie 21 (1885), S. 385–397.
- Nautisches zu Homeros. In: Neue Jahrbücher für Philologie und Pädagogik, Bd. 131 (1885), S. 81–102; Bd. 133 (1886), S. 81–92; Bd. 135 (1887), S. 1–12.
- Die Nautik der Alten. Schünemann, Bremen 1886. (Digitalisat)
- Die Lösung des Trierenräthsels. Die Irrfahrten des Odysseus, nebst Ergänzungen und Berichtigungen zur Nautik der Alten. Bremen 1889.
- Die nautischen Instrumente bis zur Einführung des Spiegelsextanten. Bremen 1890.
- Das Verebnen der Kugeloberfläche für Gradnetzentwürfe. Ein Leitfaden für den Unterricht. Leipzig 1892.

## Erinnerung
Nach Breusing wurden zwei Fischdampfer benannt; der abgebildete lief 1907 vom Stapel und fuhr bis 1914 für die Hanseatische Hochseefischerei in Bremerhaven. Im Ersten Weltkrieg von der Kaiserlichen Marine reklamiert, sank er 1918 nach einem Minentreffer.
Die Erste und die Zweite Deutsche Nordpolar-Expedition, die beide von Breusings Schüler Carl Koldewey geleitet wurden, benannten jeweils ein Kap nach ihm, das Nordwestkap der Insel Wilhelmøya im Spitzbergen-Archipel und ein Kap im Osten der Insel Clavering Ø vor der Küste Ostgrönlands.

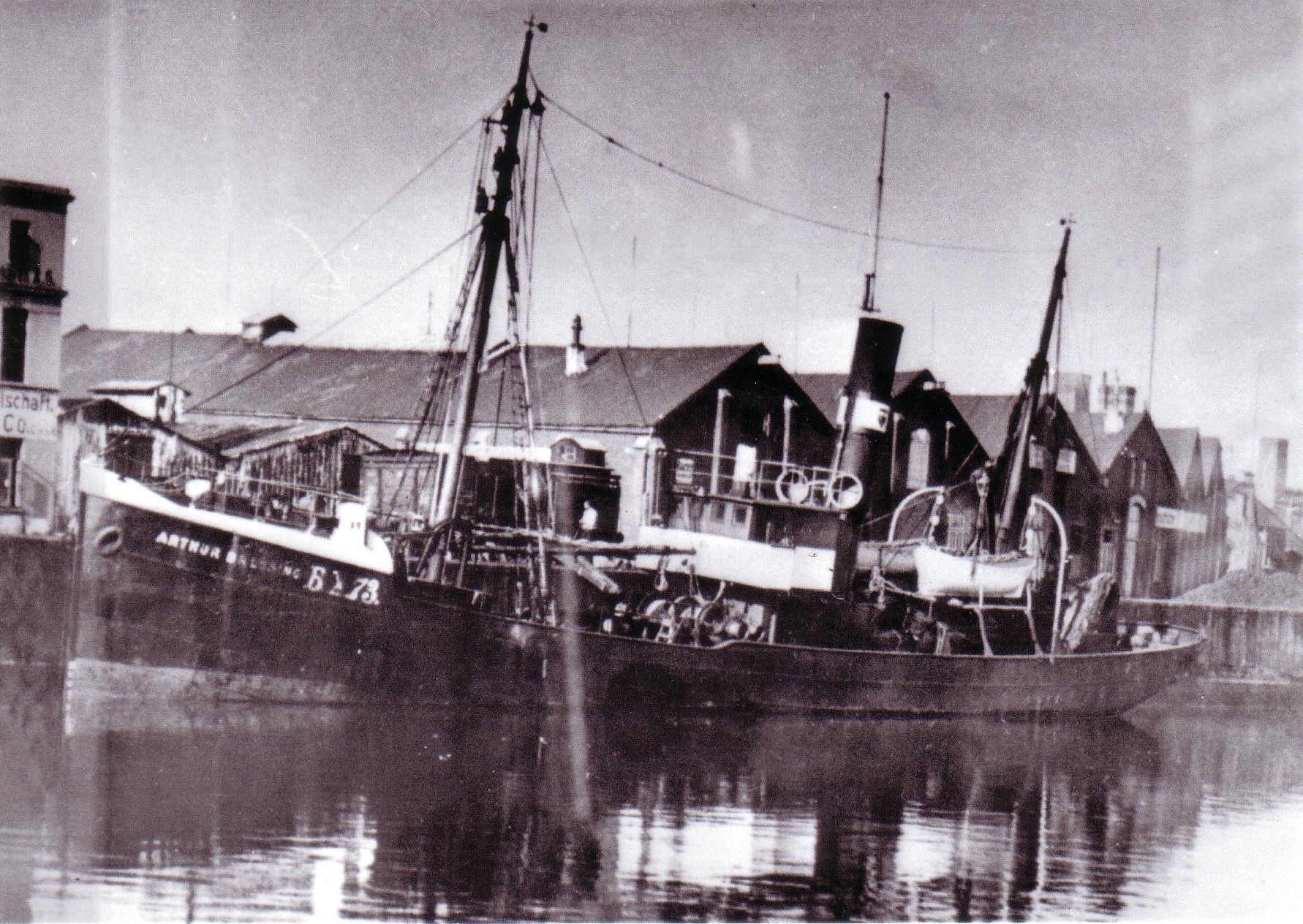
FD Arthur Breusing
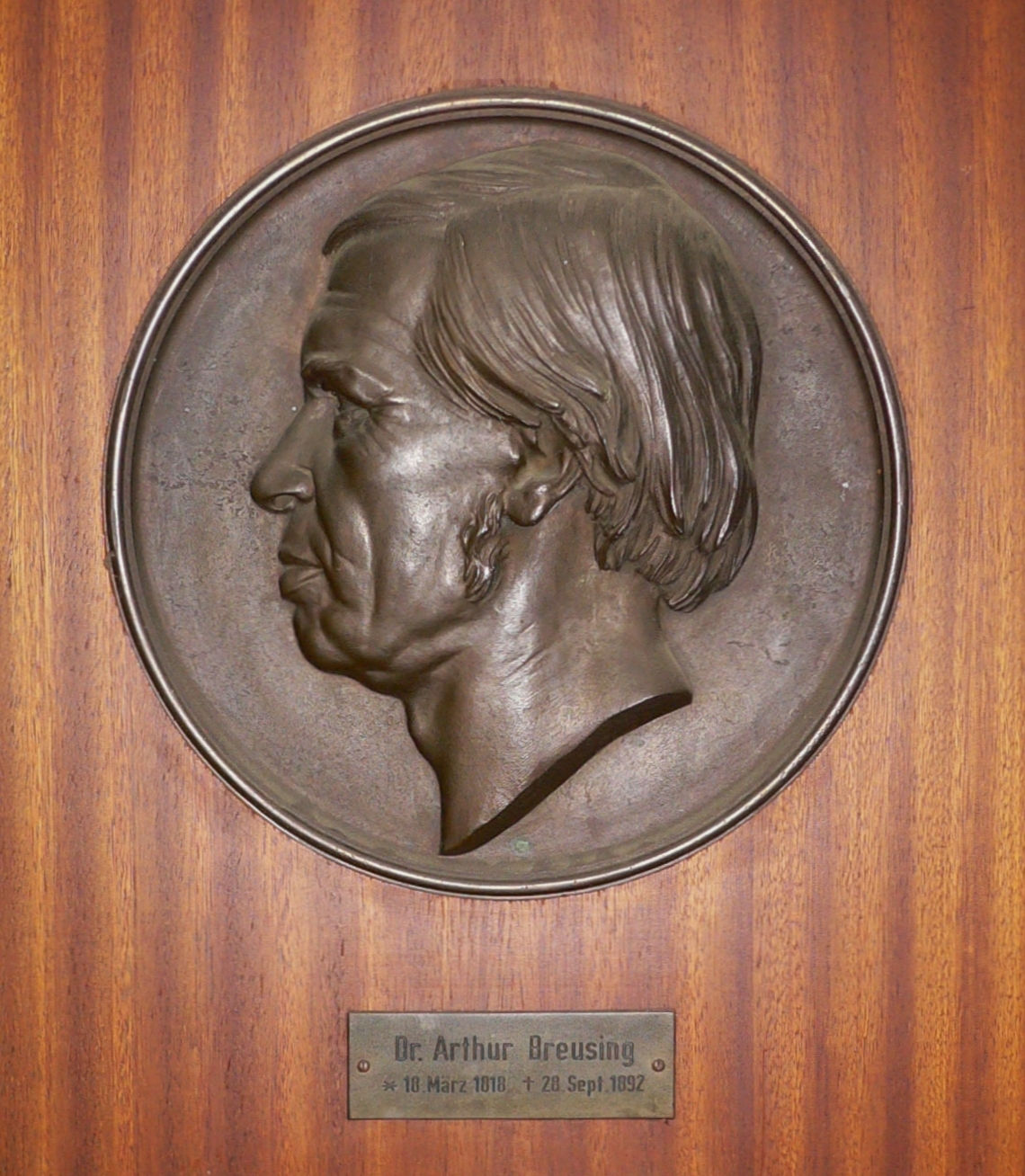
Hochschule Bremen